# Yan Baihu
En aquest nom xinès, el cognom és Yan.
Yan Baihu va ser un líder de bandits capaç del territori Wu durant la tardana Dinastia Han Oriental de la Xina.

## El Tigre Blanc entre els bandits
Baihu no era el nom real de Yan, sinó un malnom que se li havia donat a causa de la seva destresa física o del seu color de pell; per tant el seu nom ha de ser traduït com a "Tigre Blanc Yan".